# ロータス・E23 Hybrid
ロータスE23ハイブリッド（Lotus E23 Hybrid）は、ロータスF1チームが2015年のF1世界選手権参戦用に開発したフォーミュラ1カー。

## 2015年シーズン
前年のE22に搭載されたルノー製パワーユニットは、パワー不足と信頼性の低さが目立ち苦戦。今年からメルセデス製のパワーユニットに変更された。
競争力は前年より向上し、ベルギーGPではグロージャンが3位表彰台を獲得するなど安定してポイントを重ねられるようになったものの、ドライバーのミスや信頼性の低さによってポイントを取りこぼすレースもあったが、最終的には78ポイントでコンストラクターズ6位を獲得した。
ところが、ロータスは13年以降から目立ち始めた資金難によりシーズン終了後にルノーによって買収されたため、ロータスF1チームとして最後のマシンとなってしまった。

## 記録
| 年     | No. | ドライバー   | グランプリ | グランプリ | グランプリ | グランプリ | グランプリ | グランプリ | グランプリ | グランプリ | グランプリ | グランプリ | グランプリ | グランプリ | グランプリ | グランプリ | グランプリ | グランプリ | グランプリ | グランプリ | グランプリ | ポイント | ランキング |
| 年     | No. | ドライバー   | AUS        | MAL        | CHN        | BHR        | ESP        | MON        | CAN        | AUT        | GBR        | HUN        | BEL        | ITA        | SIN        | JPN        | RUS        | USA        | MEX        | BRA        | ABU        | ポイント | ランキング |
| ------ | --- | ------------ | ---------- | ---------- | ---------- | ---------- | ---------- | ---------- | ---------- | ---------- | ---------- | ---------- | ---------- | ---------- | ---------- | ---------- | ---------- | ---------- | ---------- | ---------- | ---------- | -------- | ---------- |
| 2015年 | 8   | グロージャン | Ret        | 11         | 7          | 7          | 8          | 12         | 10         | Ret        | Ret        | 7          | 3          | Ret        | 13†        | 7          | Ret        | Ret        | 10         | 8          | 9          | 78       | 6位        |
| 2015年 | 13  | マルドナド   | Ret        | Ret        | Ret        | 15         | Ret        | Ret        | 7          | 7          | Ret        | 14         | Ret        | Ret        | 12         | 8          | 7          | 8          | 11         | 10         | Ret        | 78       | 6位        |

- 太字はポールポジション、斜字はファステストラップ
- † 印はリタイアだが、90%以上の距離を走行したため規定により完走扱い。